# Empis pennipes
Empis pennipes är en tvåvingeart som beskrevs av Carl von Linné 1758. Empis pennipes ingår i släktet Empis och familjen dansflugor. Arten är reproducerande i Sverige. Inga underarter finns listade i Catalogue of Life.

## Bildgalleri

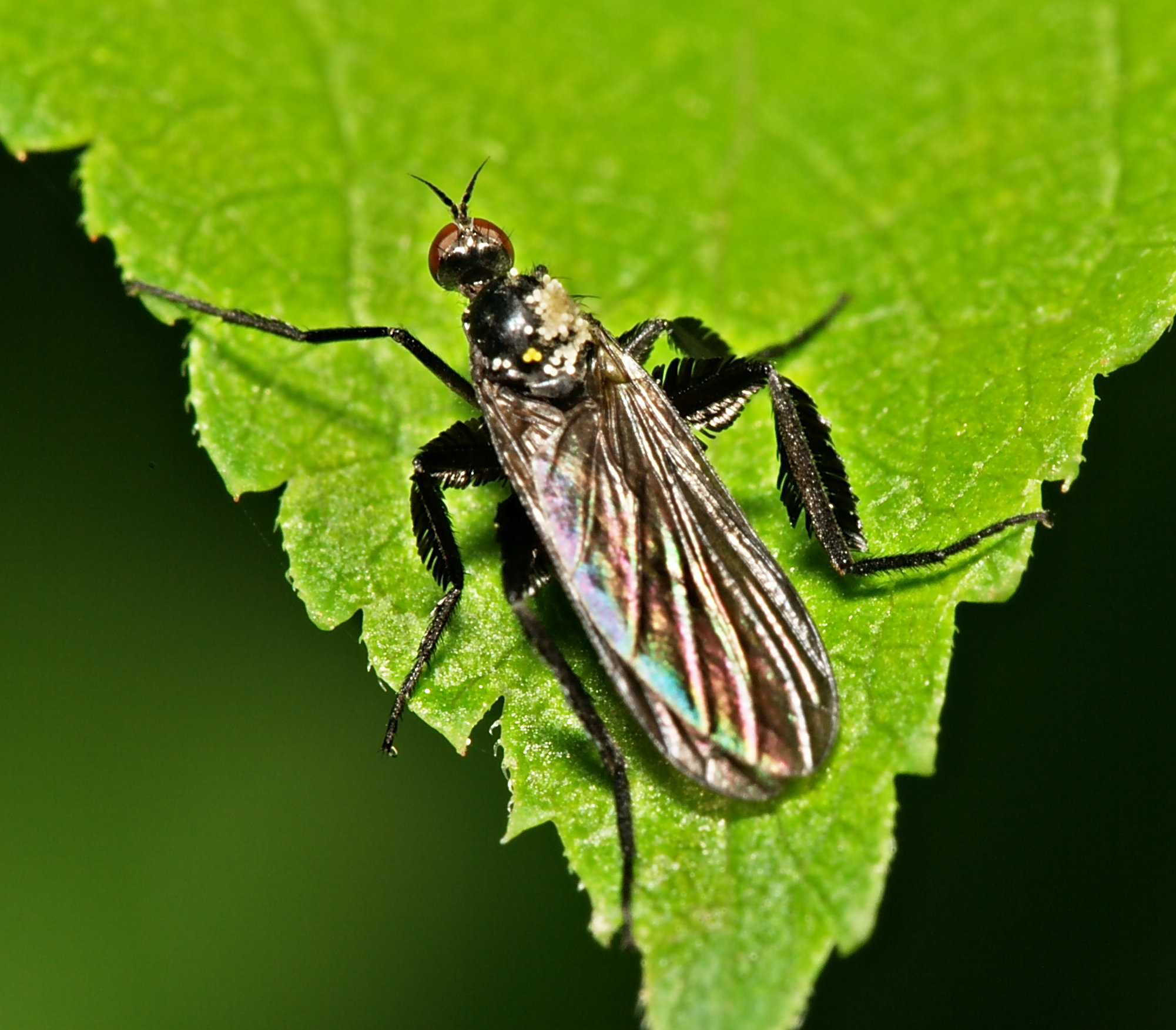
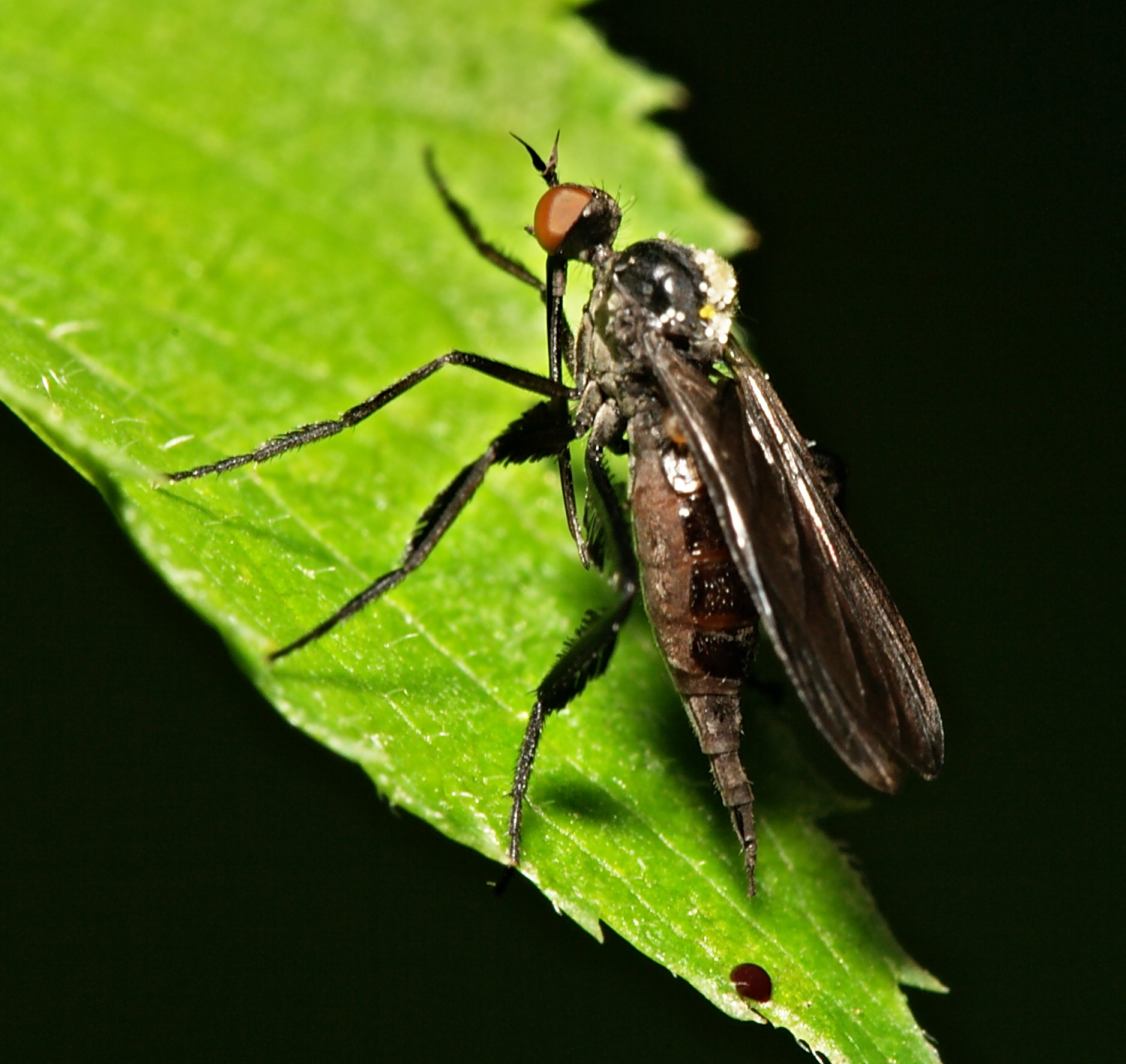
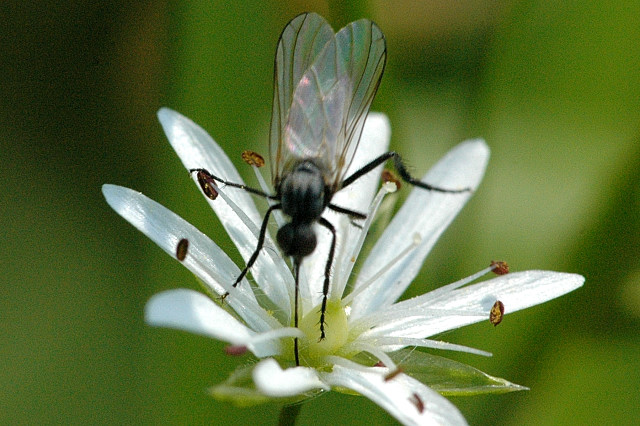
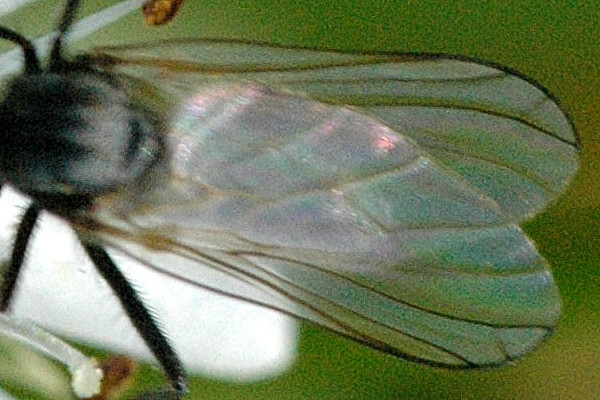